# Operação de bandeira falsa
Operação de bandeira falsa (false flag, em inglês) é um ato hostil e impopular cometido com o intuito de ser atribuído a quem não é seu verdadeiro autor, de modo a justificar a tomada de decisões extremas – como repressão e perseguição política, guerra ou golpe de estado – a pretexto de combater o acusado da agressão. Operações de bandeira falsa podem ocorrer tanto em tempos de paz quanto de guerra e têm entre seus organizadores, geralmente, governos ou organizações político-partidárias, ao passo que seus executores podem ser indivíduos, empresas ou organizações sociais sem vínculo aparente com a parte interessada na ação, de modo a dissimular sua autoria. A expressão "bandeira falsa" tem origem militar e se refere a situações em que uma força militar usa a bandeira de outra força (possivelmente seu inimigo) em combate.  

## Exemplos de bandeira falsa

Atentado do Riocentro

#### No Brasil
- Atentado do Riocentro é a tentativa de explosão de uma bomba próximo ao centro de convenções do Riocentro, no Rio de Janeiro, onde, na noite de 30 de abril de 1981, ocorria um show de música comemorativo do Dia do Trabalhador, com público estimado de 20 mil pessoas. Organizado por setores da chamada "linha-dura" do Exército Brasileiro, que se opunham à redemocratização do Brasil após o golpe de 1964, o atentado terrorista seria atribuído a organizações de esquerda que buscavam o fim da ditadura militar. O objetivo era usar a comoção como justificativa para o aumento da repressão e o cancelamento da abertura política. O plano fracassou porque uma das bombas que seriam usadas detonou antes da hora, no colo do sargento Guilherme do Rosário, matando-o no veículo que conduzia, no estacionamento do Riocentro.

- Caso Para-Sar, também conhecido como Atentado ao Gasômetro, diz respeito a um plano terrorista arquitetado em 1968 pelo brigadeiro João Paulo Burnier para desacreditar e reprimir os oposicionistas da ditadura militar que então governava o Brasil. Consistia em empregar o esquadrão de resgate Para-Sar na detonação de explosivos em diversas vias públicas do Rio de Janeiro, atentados esses com potencial para provocar milhares de mortes e que seriam atribuídos a movimentos de esquerda. Na fase secundária da missão, o clima de caos proporcionado pelas tragédias seria usado para encobrir o sequestro e assassinato de quarenta figurões da política brasileira, entre eles Carlos Lacerda, Jânio Quadros e Juscelino Kubitschek. O plano acabou abortado após a denúncia do oficial do Para-Sar Sérgio Ribeiro Miranda de Carvalho, que se recusou a cumprir as ordens de Burnier e levou o caso a seus superiores. Na sindicância resultante aberta pelo brigadeiro Itamar Rocha, 37 testemunhas comprovam a acusação. Burnier, no entanto, negou ter planejado o crime, sendo absolvido após o processo chegar aos gabinetes do ministério da Aeronáutica e da presidência da República. Itamar e Sérgio, por sua vez, acabaram afastados dos quadros da Aeronáutica.

#### Em outros países

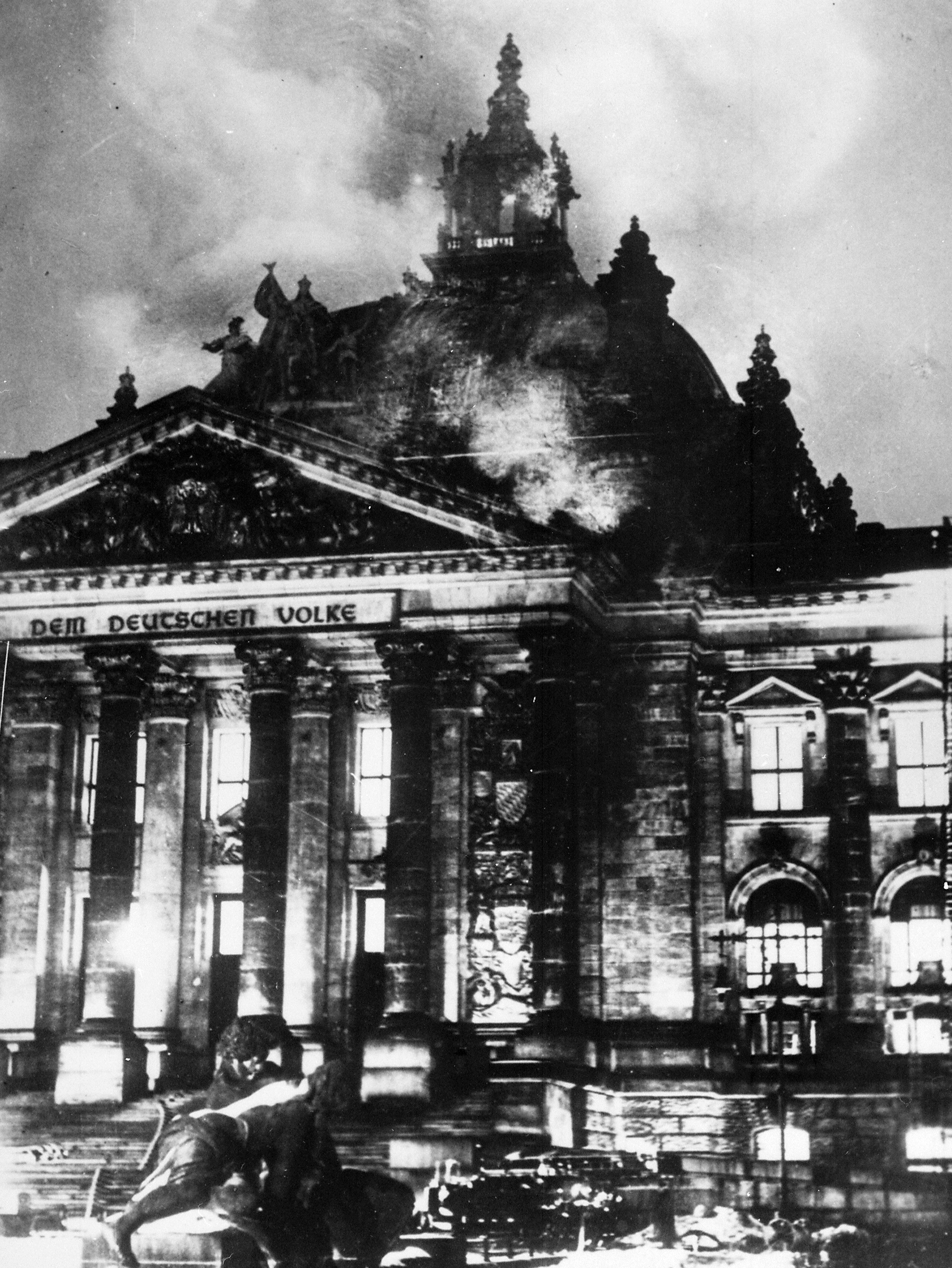
Incêndio do Reichstag

- Incêndio do ReichstagOperação Himmler, também conhecida como Operação Konserve ou Operação Alimentos Enlatados, foi uma operação de bandeira falsa planejada pela Alemanha Nazista em 1939 que simulou uma aparente agressão polonesa contra tropas alemãs. A operação foi usada posteriormente pela propaganda nazista para justificar a invasão da Polônia. Foi indiscutivelmente o primeiro ato da Segunda Guerra Mundial na Europa.
- Incidente de Mukden, também chamado Incidente da Manchúria, foi uma ação provocada deliberadamente por militares japoneses, em 1931, mas utilizada como pretexto para a invasão e anexação japonesa da Manchúria.
- Incêndio do Reichstag foi o incidente em que o edifício do parlamento da Alemanha (Reichstag) foi incendiado, em 1933, supostamente por um ativista comunista chamado Marinus van der Lubbe. Adolf Hitler usou o caso como desculpa para aprovar a Lei de Concessão de Plenos Poderes, acumulando toda a autoridade do governo em suas mãos. Muitos historiadores acusaram os nazistas de serem eles próprios os responsáveis pelo incêndio para assim terem um motivo para acabar com seus opositores e tomar o poder na Alemanha.[3]
- Incidente de Gleiwitz, em agosto de 1939, foi um ataque forjado contra a estação de rádio Sender Gleiwitz, em Gleiwitz, Alemanha (a partir de 1945, Gliwice, Polónia), que integrou uma série de provocações realizadas pela operação Himmler, um projecto da SS Nazi para criar a aparência de ataque provocado pelos Polacos e utilizado como justificação para a invasão da Polónia.
- Operação Ajax foi uma ação orquestrada pela Grã-Bretanha em 1953 para derrubar o regime democraticamente eleito do líder Iraniano Mohammed Mosaddeq que envolveu operações de bandeira falsa e várias tácticas de propaganda, utilizadas para derrubar o regime. Informações acerca desta operação foram tornadas públicas.
- Caso Lavon foi uma operação conduzida, em 1954, por Israel contra interesses dos Estados Unidos e Grã-Bretanha no Cairo, com o objectivo de provocar problemas entre o governo do Egipto e o Ocidente. Em razão desta operação, o então ministro da defesa de Israel, Pinhas Lavon, demitiu-se do cargo. Israel admitiu responsabilidade pela operação em 2005.[4]
- De 1979 a 1983, os serviços secretos israelenses conduziram uma campanha em larga escala de ataques com carros-bomba que matou centenas de palestinos e libaneses, principalmente civis. O general israelita David Agmon diz que o objectivo era "criar o caos entre palestinianos e sírios no Líbano, sem deixar uma pegada israelita, para lhes dar a impressão de que estavam constantemente sob ataque e incutir neles um sentimento de insegurança". Ronen Bergman, colunista militar israelita, salienta que o principal objectivo era "pressionar a Organização de Libertação da Palestina a usar o terrorismo para fornecer a Israel a justificação para uma invasão do Líbano".[5]
- Atentados contra apartamentos russos em 1999 ocorreram na mesma semana após o bombardeio de vários apartamentos em Moscou. A Milítsia da cidade prendeu três suspeitos que estavam instalando dispositivos com explosivos semelhantes aos usados nos atentados, foi revelado que os três eram agentes do Serviço Federal de Segurança (FSB).[6] O chefe da FSB declarou que se tratava de um exercício e as bombas continham açúcar.[6] Os atentados foram usados como casus belli para a Segunda Guerra na Chechênia.
- Juan Manuel Santos supostamente encomendou mortes de civis e os fardou como militantes para mostrar sucesso no combate a guerrilha, segundo um documento do governo norte-americano desclassificado em 2009.[7]
- Membros do governo britânico estavam criando contas no Twitter para recrutamento de extremistas do EIIL no final de 2015.[8]